# Феърфийлд (Айдахо)
Вижте пояснителната страница за други значения на Феърфийлд.
Феърфийлд (на английски: Fairfield) е град в окръг Камас, щата Айдахо, САЩ. Феърфийлд е с население от 395 жители (2000) и обща площ от 0,8 km². Намира се на 1544 m надморска височина. ЗИП кодът му е 83322, 83327, а телефонният му код е 208.